# Coryphopteris vitiensis
Coryphopteris vitiensis är en kärrbräkenväxtart som beskrevs av Holtt. Coryphopteris vitiensis ingår i släktet Coryphopteris och familjen Thelypteridaceae. Inga underarter finns listade.